# Baryssiniella
Baryssiniella is een kevergeslacht uit de familie van de boktorren (Cerambycidae). De wetenschappelijke naam van het geslacht werd voor het eerst geldig gepubliceerd in 2010 door Berkov & Monné.

## Soorten
Baryssiniella omvat de volgende soorten:
- Baryssiniella hieroglyphica Berkov & Monné, 2010
- Baryssiniella tavakiliani Berkov & Monné, 2010